# 여로과
여로과(藜蘆科, 학명: Melanthiaceae 멜란티아케아이[*])는 백합목의 과이다. 북반구에서 발견되는 다년생 초본식물이다. 이 과는 생대적으로 적은 수의 분류학자들에게만 인정되어 왔으며, 그 범위도 다양하다.
초기의 분류학자들은 이 식물들을 백합과에 속하는 것으로 간주하였는 데, 이는 부분적으로 이 두 과가 꽃받침과 꽃잎들이 서로 아주 닮았으며, 백합과 꽃들처럼 크고 화려하기 때문이었다. 그렇지만, 좀 더 최근의 분류학자들은 연영초과의 일종으로 분류하기도 하였다. 그러나, 가장 권위있는 최근의 분류인 2003년의 APG II 분류 체계(1998년의 APG 분류 체계와 다르지 않은)는 이 과를 외떡잎식물군 내의 백합목으로 분류하고 있다. APG II 분류 체계에 의한 식물들의 범위는 과로 취급되기도 하는 11-16여 속을 포함하고 있다. 이 과 내에는 삿갓나물속(Paris) 초본식물인 네잎삿갓나물(Paris quadrifolia)과 연영초속을 포함하고 있다.

## 하위 분류
- 나도여로속(Anticlea Kunth)
- 삿갓나물속(Paris L.)
- 실꽃풀속(Chamaelirium Willd.)
- 여로속(Veratrum L.)
- 연영초속(Trillium L.)
- 처녀치마속(Helonias L.)
- Amianthium A.Gray
- Pseudotrillium S.B.Farmer
- Schoenocaulon A.Gray
- Stenanthium (A.Gray) Kunth
- Toxicoscordion Rydb.
- Xerophyllum Michx.
- Zigadenus Michx.

## 계통 분류
다음은 백합목의 계통 분류이다.

|  | 페테르만니아과                                                  |
|  |                                                                 |
|  | \| \| 콜키쿰과 \| \| \| \| \| \| 알스트로에메리아과 \| \| \| \| |
|  |                                                                 |
|  | 콜키쿰과                                                        |
|  |                                                                 |
|  | 알스트로에메리아과                                              |
|  |                                                                 |

|  | 콜키쿰과           |
|  |                    |
|  | 알스트로에메리아과 |
|  |                    |

|  | 리포고눔과 |
|  |            |
|  | 필레시아과 |
|  |            |

|  | 청미래덩굴과 |
|  |              |
|  | 백합과       |
|  |              |

|  | 리포고눔과 |
|  |            |
|  | 필레시아과 |
|  |            |

|  | 청미래덩굴과 |
|  |              |
|  | 백합과       |
|  |              |

|  | 페테르만니아과                                                  |
|  |                                                                 |
|  | \| \| 콜키쿰과 \| \| \| \| \| \| 알스트로에메리아과 \| \| \| \| |
|  |                                                                 |
|  | 콜키쿰과                                                        |
|  |                                                                 |
|  | 알스트로에메리아과                                              |
|  |                                                                 |

|  | 콜키쿰과           |
|  |                    |
|  | 알스트로에메리아과 |
|  |                    |

|  | 리포고눔과 |
|  |            |
|  | 필레시아과 |
|  |            |

|  | 청미래덩굴과 |
|  |              |
|  | 백합과       |
|  |              |

|  | 리포고눔과 |
|  |            |
|  | 필레시아과 |
|  |            |

|  | 청미래덩굴과 |
|  |              |
|  | 백합과       |
|  |              |

|  | 페테르만니아과                                                  |
|  |                                                                 |
|  | \| \| 콜키쿰과 \| \| \| \| \| \| 알스트로에메리아과 \| \| \| \| |
|  |                                                                 |
|  | 콜키쿰과                                                        |
|  |                                                                 |
|  | 알스트로에메리아과                                              |
|  |                                                                 |

|  | 콜키쿰과           |
|  |                    |
|  | 알스트로에메리아과 |
|  |                    |

|  | 리포고눔과 |
|  |            |
|  | 필레시아과 |
|  |            |

|  | 청미래덩굴과 |
|  |              |
|  | 백합과       |
|  |              |

|  | 리포고눔과 |
|  |            |
|  | 필레시아과 |
|  |            |

|  | 청미래덩굴과 |
|  |              |
|  | 백합과       |
|  |              |

|  | 페테르만니아과                                                  |
|  |                                                                 |
|  | \| \| 콜키쿰과 \| \| \| \| \| \| 알스트로에메리아과 \| \| \| \| |
|  |                                                                 |
|  | 콜키쿰과                                                        |
|  |                                                                 |
|  | 알스트로에메리아과                                              |
|  |                                                                 |

|  | 콜키쿰과           |
|  |                    |
|  | 알스트로에메리아과 |
|  |                    |

|  | 리포고눔과 |
|  |            |
|  | 필레시아과 |
|  |            |

|  | 청미래덩굴과 |
|  |              |
|  | 백합과       |
|  |              |

|  | 리포고눔과 |
|  |            |
|  | 필레시아과 |
|  |            |

|  | 청미래덩굴과 |
|  |              |
|  | 백합과       |
|  |              |